# Czas kosmiczny
Czas kosmiczny (również czas od Wielkiego Wybuchu) – współrzędne czasu, używane w modelach Wielkiego Wybuchu. Dla jednorodnych, rozszerzających się wszechświatów jest definiowany następująco:
- wybierz współrzędne czasu tak, aby wszechświat miał taką samą gęstość wszędzie i każdym momencie w czasie (co de facto narzuca jednocześnie jednorodność wszechświata)
- mierz upływ czasu przy użyciu zegara poruszającego się ruchem Hubble’a
- wybierz osobliwość Wielkiego Wybuchu jako początkowe współrzędne czasu[1]

Czas kosmiczny jest standardową współrzędną rozwiązania FLRW dla równania Einsteina.